# Priotrochus obscurus
Priotrochus obscurus is een slakkensoort uit de familie van de Trochidae. De wetenschappelijke naam van de soort is voor het eerst geldig gepubliceerd in 1828 door W. Wood.

## Ondersoorten
- Priotrochus obscurus obscurus (W. Wood, 1828)
- † Priotrochus obscurus ponsonbyi (G. B. Sowerby III, 1888)